# Martin Karplus

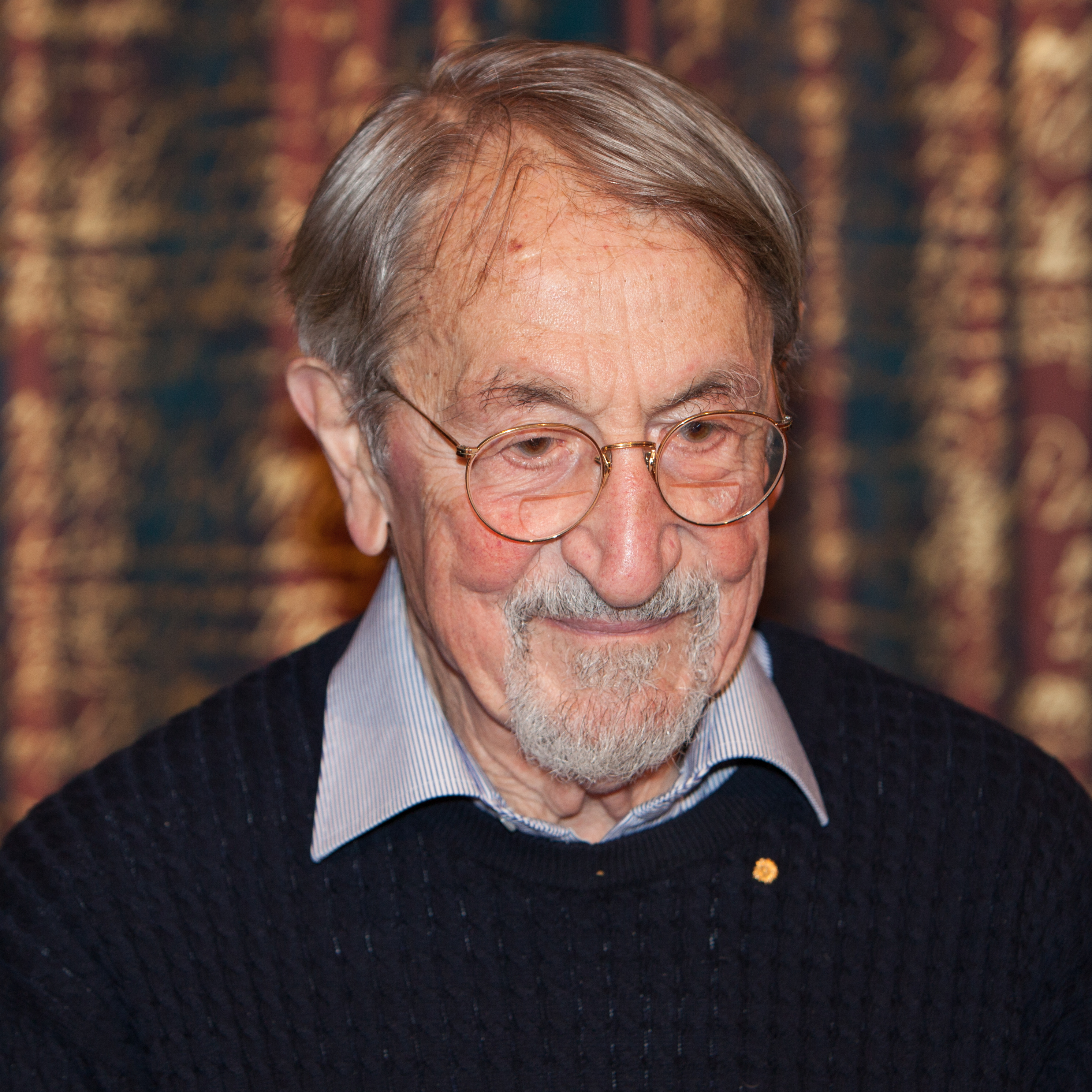
Martin Karplus (2013)

Martin Karplus (* 15. März 1930 in Wien; † 28. Dezember 2024 in Cambridge, Massachusetts) war ein US-amerikanischer theoretischer Chemiker österreichischer Herkunft. 2013 wurde ihm gemeinsam mit Michael Levitt und Arieh Warshel „für die Entwicklung von Multiskalenmodellen für komplexe chemische Systeme“ der Nobelpreis für Chemie zuerkannt.

## Leben

### Frühe Jahre
Martin Karplus wurde 1930 in Wien geboren. Seine Eltern waren der Kaufmann Hans Karplus (1898–1971) und Lucie Isabella Goldstern (1900–1967). Die Familie, zu der auch der 1927 geborene Bruder Robert (später theoretischer Physiker und Physiklehrer an der Universität Berkeley) gehörte, lebte im 19. Wiener Gemeindebezirk, in der zwischen den alten Weinbauerorten Sievering und Unterdöbling gelegenen Paradisgasse. Die Familie gehörte zum jüdischen Großbürgertum.
Zunächst schien in der Familie seine Laufbahn als Mediziner vorgezeichnet: Sein Großvater väterlicherseits war der Neurophysiologe und Professor an der Universität Wien Johann Paul Karplus, verheiratet mit Valerie von Lieben, Tochter von Anna von Lieben und Schwester Robert von Liebens, des Erfinders der Elektronenröhre als Verstärker; das Ehepaar Karplus wohnte im Palais Lieben-Auspitz gegenüber der Universität Wien. Martin Karplus’ Großvater mütterlicherseits, Samuel Goldstern, betrieb die sogenannte Fangoheilanstalt, eines der bekanntesten Wiener Sanatorien. An der Grenze zwischen dem 12. Wiener Gemeindebezirk, Meidling, und dem 10. Bezirk ist seit 1956 die Karplusgasse zwischen dem Unfallkrankenhaus Meidling und dem Kaiser-Franz-Josef-Spital nach Johann Paul Karplus benannt.
Nach dem „Anschluss Österreichs“ an den NS-Staat 1938 wurde sein Vater einige Monate inhaftiert, um der Familie das Vermögen abpressen zu können. Seine Mutter floh mit Martin und seinem Bruder Robert über die Schweiz in die Vereinigten Staaten, wo die Familie mit dem Vater am 8. Oktober 1938 eintraf. Karplus war seit seiner Geburt österreichischer und durch Einbürgerung US-amerikanischer Staatsbürger.

### Berufliche Laufbahn
In den USA studierte Karplus ab 1947 an der Harvard University Chemie und erwarb 1950 den Grad B.A. Nach dem Wechsel an das California Institute of Technology promovierte er in der Arbeitsgruppe um den späteren zweifachen Nobelpreisträger Linus Pauling 1953 mit der Arbeit A quantum-mechanical discussion of the bifluoride ion zum Ph. D. Von 1953 bis 1955 arbeitete er im Rahmen eines Postdoc-Aufenthalts bei Charles Coulson an der Oxford University. 1955 wurde er Instructor und später Associate Professor für Physikalische Chemie an der University of Illinois. Ab 1959 war er Sloan Research Fellow. 1960 wechselte er wiederum als Associate Professor an die Columbia University, an der er später Professor wurde.
Seit 1966 war Karplus Professor an der Harvard University und übernahm dort 1979 den Theodore-William-Richards-Lehrstuhl für Chemie. Seit 1995 war er auch Professor am Institut de Science et d’Ingénierie Supramoléculaires (I.S.I.S) der Universität Louis Pasteur (Universität Straßburg I) in Frankreich. 1972/73, 1974/75 und 1980/81 war er Gastprofessor an der Universität Paris, 1980/81 und 1987/88 am Collège de France.
Kurz vor seiner Promotion bekam Karplus von seinen Eltern eine Leica-Kamera, mit der er neben seiner wissenschaftlichen Tätigkeit zu einem passionierten Fotografen wurde.
Schon während seiner Studienzeit und später während Vortragsreisen in Lateinamerika, China und Japan fotografierte er Landschaften und Straßenszenen. Im Sommer 2013 wurde eine Auswahl daraus unter dem Titel Martin Karplus, la couleur des années 50 in der Bibliothèque nationale de France präsentiert. 2015 wurden einige seiner Farbfotos aus den 50er Jahren an der Universität Wien gezeigt; der Anlass für die Ausstellung war die Verleihung eines Ehrendoktorats der Universität Wien an Karplus.

### Persönliches
Karplus war ab 1981 verheiratet und Vater von drei Kindern. Er starb im Dezember 2024 in Cambridge im Alter von 94 Jahren.

## Arbeiten
Die Arbeiten von Karplus sind wichtige Beiträge auf dem Gebiet der physikalischen Chemie. Besonders relevant sind die Arbeiten im Bereich der NMR-Spektroskopie, der chemischen Dynamik, der Quantenmechanik und der Moleküldynamik-Simulation von biologischen Makromolekülen, siehe QM/MM.
Seine bekannteste Arbeit ist die Karplus-Beziehung, die in der NMR-Spektroskopie die Abhängigkeit der Kopplungskonstante vom Diederwinkel zwischen den koppelnden Kernen beschreibt.
Zusammen mit Andrew McCammon und Bruce Gelin publizierte er die erste Moleküldynamik-Simulation eines Proteins, des Bovine Pancreatic Trypsin Inhibitors (BPTI). Seine späteren Forschungsinteressen gelten der Simulation biologisch interessanter Moleküle und der Weiterentwicklung des CHARMM-Computerprogramms.

## Auszeichnungen (Auswahl)
- 1965: Fresenius Award

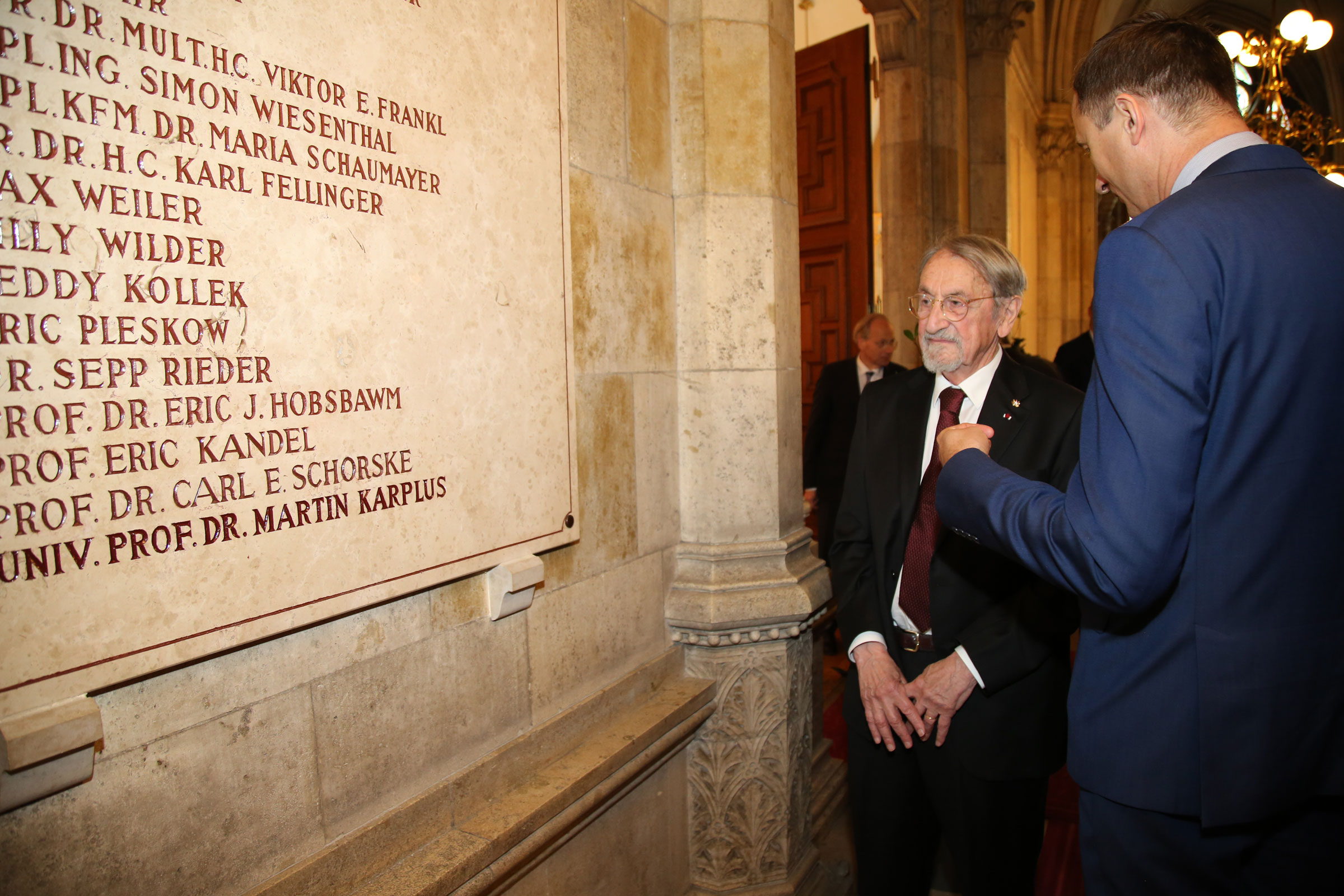
Nobelpreisträger Martin Karplus vor der Ehrenbürgertafel im Wiener Rathaus (2015)

- 1967: Harrison Howe Award der American Chemical Society
- 1987: Irving Langmuir Award
- 1993: ACS Award in Theoretical Chemistry der American Chemical Society
- 2000: Auswärtiges Mitglied der Royal Society
- 2001: ACS Award for Computers in Chemical and Pharmaceutical Research der American Chemical Society
- 2004: Linus Pauling Award
- 2011: Internationaler Antonio-Feltrinelli-Preis
- 2013: Nobelpreis für Chemie
- 2015: Ehrendoktorwürde der Universität Wien[11]
- 2015: Ehrenmitglied der mathematisch-naturwissenschaftlichen Klasse der Österreichischen Akademie der Wissenschaften[13]
- 2015: Ehrenbürgerschaft der Stadt Wien[14]
- 2015: Österreichisches Ehrenzeichen für Wissenschaft und Kunst
- 2024:  Großes Goldenes Ehrenzeichen am Bande für Verdienste um die Republik Österreich[15]

Er war Mitglied der National Academy of Sciences, der American Academy of Arts and Sciences (ab 1966) und der Königlich Niederländischen Akademie der Wissenschaften (ab 1991).

## Veröffentlichungen (Auswahl)
- Martin Karplus: Contact Electron-Spin Coupling of Nuclear Magnetic Moments. In: The Journal of Chemical Physics. Band 30, Nr. 1, 1959, S. 11–15, doi:10.1063/1.1729860.
- J. Andrew McCammon, Bruce R. Gelin, Martin Karplus: Dynamics of folded proteins. In: Nature. Band 267, Nr. 5612, 1977, S. 585–590, doi:10.1038/267585a0, PMID 301613.
- Bernard R. Brooks, Robert E. Bruccoleri, Barry D. Olafson, David J. States, S. Swaminathan, Martin Karplus: CHARMM: A program for macromolecular energy, minimization, and dynamics calculations. In: Journal of Computational Chemistry. Band 4, Nr. 2, 1983, S. 187–217, doi:10.1002/jcc.540040211.
- Martin Karplus, J. Andrew McCammon: Molecular dynamics simulations of biomolecules. In: Nature Structural & Molecular Biology. Band 9, Nr. 9, 2002, S. 646–652, doi:10.1038/nsb0902-646, PMID 12198485.
- Alexander D. MacKerell et al.: All-Atom Empirical Potential for Molecular Modeling and Dynamics Studies of Proteins. In: The Journal of Physical Chemistry B. Band 102, Nr. 18, 1998, S. 3586–3616, doi:10.1021/jp973084f, PMID 24889800.